# Liste des médaillés olympiques masculins en judo
Voici la liste des médaillés masculins des épreuves de judo aux Jeux olympiques de 1964 à 2024.

## Catégories de poids

### Poids super-légers
| Édition         | Or              | Argent              | Bronze                                   |
| --------------- | --------------- | ------------------- | ---------------------------------------- |
| Moins de 60 kg  |                 |                     |                                          |
| Moscou 1980     | Thierry Rey     | José Rodríguez      | Tibor Kincses Aramby Emizh               |
| Los Angeles1984 | Shinji Hosokawa | Kim Jae-yup         | Neil Eckersley Edward Liddie             |
| Seoul 1988      | Kim Jae-yup     | Kevin Asano         | Shinji Hosokawa Amiran Totikashvili      |
| Barcelone 1992  | Nazim Hüseynov  | Yoon Hyun           | Tadanori Koshino Richard Trautmann       |
| Atlanta 1996    | Tadahiro Nomura | Girolamo Giovinazzo | Dorjpalamyn Narmandakh Richard Trautmann |
| Sydney 2000     | Tadahiro Nomura | Jung Bu-Kyung       | Manolo Poulot Aidyn Smagulov             |
| Athènes 2004    | Tadahiro Nomura | Nestor Khergiani    | Khashbaataryn Tsagaanbaatar Choi Min-ho  |
| Pékin 2008      | Choi Min-ho     | Ludwig Paischer     | Rishod Sobirov Ruben Houkes              |
| Londres 2012    | Arsen Galstyan  | Hiroaki Hiraoka     | Rishod Sobirov Felipe Kitadai            |
| Rio 2016        | Beslan Mudranov | Yeldos Smetov       | Naohisa Takatō Diyorbek Urozboev         |
| Tokyo 2020      | Naohisa Takatō  | Yang Yung-wei       | Yeldos Smetov Luka Mkheidze              |
| Paris 2024      | Yeldos Smetov   | Luka Mkheidze       | Ryuju Nagayama Francisco Garrigós        |

### Poids mi-légers
| Édition          | Or                      | Argent               | Bronze                                  |
| ---------------- | ----------------------- | -------------------- | --------------------------------------- |
| Moins de 65 kg   |                         |                      |                                         |
| Moscou 1980      | Nikolaï Solodoukhine    | Tsendiin Damdin      | Iliyan Nedkov Janusz Pawlowski          |
| Los Angeles 1984 | Yoshiyuki Matsuoka      | Hwang Jung-oh        | Marc Alexandre Josef Reiter             |
| Séoul 1988       | Lee Kyung-keun          | Janusz Pawlowski     | Bruno Carabetta Yosuke Yamamoto         |
| Barcelone 1992   | Rogério Sampaio Cardoso | József Csák          | Israel Hernández Udo Quellmalz          |
| Moins de 66 kg   |                         |                      |                                         |
| Atlanta 1996     | Udo Quellmalz           | Yukimasa Nakamura    | Henrique Guimares Israel Hernández      |
| Sydney 2000      | Hüseyin Özkan           | Larbi Benboudaoud    | Girolamo Giovinazzo Giorgi Vazagashvili |
| Athènes 2004     | Masato Uchishiba        | Jozef Krnáč          | Yordanis Arencibia Georgi Georgiev      |
| Pékin 2008       | Masato Uchishiba        | Benjamin Darbelet    | Yordanis Arencibia Pak Chol Min         |
| Londres 2012     | Lasha Shavdatuashvili   | Miklós Ungvári       | Masashi Ebinuma Cho Jun-ho              |
| Rio 2016         | Fabio Basile            | An Baul              | Rishod Sobirov Masashi Ebinuma          |
| Tokyo 2020       | Hifumi Abe              | Vazha Margvelashvili | An Baul Daniel Cargnin                  |
| Paris 2024       | Hifumi Abe              | Willian Lima         | Gusman Kyrgyzbayev Denis Vieru          |

### Poids légers
| Édition          | Or                      | Argent                | Bronze                                   |
| ---------------- | ----------------------- | --------------------- | ---------------------------------------- |
| Moins de 68 kg   |                         |                       |                                          |
| Tokyo 1964       | Takehide Nakatani       | Eric Hänni            | Aron Bogolubovs Oleg Stepanov            |
| Moins de 63 kg   |                         |                       |                                          |
| Munich 1972      | Takao Kawaguchi         | non décernée          | Kim Yong-ik Jean-Jacques Mounier         |
| Montréal 1976    | Héctor Rodríguez Torres | Chang Eun-Kyung       | Felice Mariani Jozsef Tuncsik            |
| Moins de 71 kg   |                         |                       |                                          |
| Moscou 1980      | Ezio Gamba              | Neil Adams            | Ravdangiin Davaadalai Karl-Heinz Lehmann |
| Los Angeles 1984 | Ahn Byeong-keun         | Ezio Gamba            | Kerrith Brown Luis Onmura                |
| Séoul 1988       | Marc Alexandre          | Sven Loll             | Mike Swain Georgy Tenadze                |
| Barcelone 1992   | Toshihiko Koga          | Bertalan Hajtós       | Chung Hoon Shay-Oren Smadja              |
| Moins de 73 kg   |                         |                       |                                          |
| Atlanta 1996     | Kenzo Nakamura          | Kwak Dae-sung         | Christophe Gagliano James Pedro          |
| Sydney 2000      | Giuseppe Maddaloni      | Tiago Camilo          | Anatoly Laryukov Vsevolods Zeļonijs      |
| Athènes 2004     | Lee Won-hee             | Vitali Makarov        | Leandro Guilheiro James Pedro            |
| Pékin 2008       | Elnur Mammadli          | Wang Ki-chun          | Rasul Boqiev Leandro Guilheiro           |
| Londres 2012     | Mansur Isaev            | Riki Nakaya           | Sainjargalyn Nyam-Ochir Ugo Legrand      |
| Rio 2016         | Shohei Ōno              | Rustam Orujov         | Lasha Shavdatuashvili Dirk Van Tichelt   |
| Tokyo 2020       | Shohei Ōno              | Lasha Shavdatuashvili | An Chang-rim Tsend-Ochiryn Tsogtbaatar   |
| Paris 2024       | Hidayət Heydərov        | Joan-Benjamin Gaba    | Soichi Hashimoto Adil Osmanov            |

### Poids mi-moyens
| Édition          | Or                 | Argent              | Bronze                               |
| ---------------- | ------------------ | ------------------- | ------------------------------------ |
| Moins de 70 kg   |                    |                     |                                      |
| Munich 1972      | Toyokazu Nomura    | Antoni Zajkowski    | Dietmar Hotger Anatoliy Novikov      |
| Montréal 1976    | Vladimir Nevzorov  | Koji Kuramoto       | Marian Tałaj Patrick Vial            |
| Moins de 78 kg   |                    |                     |                                      |
| Moscou 1980      | Shota Khabareli    | Juan Ferrer La Hera | Harald Heinke Bernard Tchoullouyan   |
| Los Angeles 1984 | Frank Wieneke      | Neil Adams          | Mircea Frăţică Michel Nowak          |
| Seoul 1988       | Waldemar Legień    | Frank Wieneke       | Torsten Brechot Bashir Varayev       |
| Barcelone 1992   | Hidehiko Yoshida   | Jason Morris        | Kim Byung-joo Bertrand Damaisin      |
| Moins de 81 kg   |                    |                     |                                      |
| Atlanta 1996     | Djamel Bouras      | Toshihiko Koga      | Cho In-Chul Soso Liparteliani        |
| Sydney 2000      | Makoto Takimoto    | Cho In-Chul         | Aleksei Budõlin Nuno Delgado         |
| Athènes 2004     | Ilías Iliádis      | Roman Hontyuk       | Flávio Canto Dmitri Nossov           |
| Pékin 2008       | Ole Bischof        | Kim Jae-bum         | Tiago Camilo Roman Hontyuk           |
| Londres 2012     | Kim Jae-bum        | Ole Bischof         | Ivan Nifontov Antoine Valois-Fortier |
| Rio 2016         | Khasan Khalmurzaev | Travis Stevens      | Sergiu Toma Takanori Nagase          |
| Tokyo 2020       | Takanori Nagase    | Saeid Mollaei       | Shamil Borchashvili Matthias Casse   |
| Paris 2024       | Takanori Nagase    | Tato Grigalashvili  | Lee Joon-hwan Somon Makhmadbekov     |

### Poids moyens
| Édition          | Or                 | Argent              | Bronze                                       |
| ---------------- | ------------------ | ------------------- | -------------------------------------------- |
| Moins de 80 kg   |                    |                     |                                              |
| Tokyo 1964       | Isao Okano         | Wolfgang Hofmann    | James Bregman Kim Eui-Tae                    |
| Munich 1972      | Shinobu Sekine     | Oh Seung-Lip        | Jean-Paul Coche Brian Jacks                  |
| Montréal 1976    | Isamu Sonoda       | Valeri Dvoïnikov    | Slavko Obadov Park Young-Chul                |
| Moins de 86 kg   |                    |                     |                                              |
| Moscou 1980      | Jürg Röthlisberger | Isaac Azcuy Oliva   | Aleksandrs Jackevics Detlef Ultsch           |
| Los Angeles 1984 | Peter Seisenbacher | Robert Berland      | Walter Carmona Seiki Nose                    |
| Séoul 1988       | Peter Seisenbacher | Vladimir Shestakov  | Akinobu Osako Ben Spijkers                   |
| Barcelone 1992   | Waldemar Legień    | Pascal Tayot        | Nicolas Gill Hirotaka Okada                  |
| Moins de 90 kg   |                    |                     |                                              |
| Atlanta 1996     | Jeon Ki-young      | Armen Bagdasarov    | Mark Huizinga Marko Spittka                  |
| Sydney 2000      | Mark Huizinga      | Carlos Honorato     | Frédéric Demontfaucon Ruslan Mashurenko      |
| Athènes 2004     | Zurab Zviadauri    | Hiroshi Izumi       | Mark Huizinga Khasanbi Taov                  |
| Pékin 2008       | Irakli Tsirekidze  | Amar Benikhlef      | Sergei Aschwanden Hesham Mesbah              |
| Londres 2012     | Song Dae-nam       | Asley González      | Ilías Iliádis Masashi Nishiyama              |
| Rio 2016         | Mashu Baker        | Varlam Liparteliani | Gwak Dong-han Cheng Xunzhao                  |
| Tokyo 2020       | Lasha Bekauri      | Eduard Trippel      | Davlat Bobonov Krisztián Tóth                |
| Paris 2024       | Lasha Bekauri      | Sanshiro Murao      | Maxime-Gaël Ngayap Hambou Theódoros Tselídis |

### Poids mi-lourds
| Édition          | Or                      | Argent                  | Bronze                                |
| ---------------- | ----------------------- | ----------------------- | ------------------------------------- |
| Moins de 93 kg   |                         |                         |                                       |
| Munich 1972      | Shota Chochishvili      | David Starbrook         | Paul Barth Chiaki Ishii               |
| Montréal 1976    | Kazuhiro Ninomiya       | Ramaz Kharshiladze      | Jürg Röthlisberger David Starbrook    |
| Moins de 95 kg   |                         |                         |                                       |
| Moscou 1980      | Robert Van de Walle     | Tengiz Khubuluri        | Dietmar Lorenz Henk Numan             |
| Los Angeles 1984 | Ha Hyung-zoo            | Douglas Vieria          | Bjarni Friðriksson Günther Neureuther |
| Seoul 1988       | Aurélio Miguel          | Marc Meiling            | Dennis Stewart Robert Van de Walle    |
| Barcelone 1992   | Antal Kovács            | Raymond Stevens         | Theo Meijer Dmitri Sergeyev           |
| Moins de 100 kg  |                         |                         |                                       |
| Atlanta 1996     | Paweł Nastula           | Kim Min-soo             | Aurélio Miguel Stéphane Traineau      |
| Sydney 2000      | Kōsei Inoue             | Nicolas Gill            | Yuri Stepkine Stéphane Traineau       |
| Athènes 2004     | Ihar Makarau            | Jang Sung-ho            | Michael Jurack Ariel Zeevi            |
| Pékin 2008       | Naidangiin Tüvshinbayar | Askhat Jitkeïev         | Movlud Miraliyev Henk Grol            |
| Londres 2012     | Tagir Khaybulaev        | Naidangiin Tüvshinbayar | Dimitri Peters Henk Grol              |
| Rio 2016         | Lukáš Krpálek           | Elmar Gasimov           | Ryunosuke Haga Cyrille Maret          |
| Tokyo 2020       | Aaron Wolf              | Cho Gu-ham              | Jorge Fonseca Niyaz Ilyasov           |
| Paris 2024       | Zelym Kotsoiev          | Ilia Sulamanidze (en)   | Peter Paltchik Muzaffarbek Turoboyev  |

### Poids lourds
| Édition          | Or                    | Argent              | Bronze                                |
| ---------------- | --------------------- | ------------------- | ------------------------------------- |
| Plus de 80 kg    |                       |                     |                                       |
| Tokyo 1964       | Isao Inokuma          | Doug Rogers         | Parnaoz Chikviladze Anzor Kiknadze    |
| Plus de 93 kg    |                       |                     |                                       |
| Munich 1972      | Wim Ruska             | Klaus Glahn         | Motoki Nishimura Givi Onashvili       |
| Montréal 1976    | Serhiy Novikov        | Günther Neureuther  | Allen Coage Sumio Endo                |
| Plus de 95 kg    |                       |                     |                                       |
| Moscou 1980      | Angelo Parisi         | Dimitar Zapryanov   | Radomir Kovacevic Vladimir Kocman     |
| Los Angeles 1984 | Hitoshi Saitō         | Angelo Parisi       | Mark Berger Cho Yong-chul             |
| Seoul 1988       | Hitoshi Saitō         | Henry Stöhr         | Cho Yong-chul Grigory Verichev        |
| Barcelone 1992   | David Khakhaleichvili | Naoya Ogawa         | Imre Csösz David Douillet             |
| Plus de 100 kg   |                       |                     |                                       |
| Atlanta 1996     | David Douillet        | Ernesto Perez Lobo  | Frank Möller Harry Van Barneveld      |
| Sydney 2000      | David Douillet        | Shinichi Shinohara  | Indrek Pertelson Dennis van der Geest |
| Athènes 2004     | Keiji Suzuki          | Tamerlan Tmenov     | Dennis van der Geest Indrek Pertelson |
| Pékin 2008       | Satoshi Ishii         | Abdullo Tangriev    | Teddy Riner Óscar Brayson             |
| Londres 2012     | Teddy Riner           | Alexander Mikhaylin | Andreas Tölzer Rafael Silva           |
| Rio 2016         | Teddy Riner           | Hisayoshi Harasawa  | Rafael Silva Or Sasson                |
| Tokyo 2020       | Lukáš Krpálek         | Guram Tushishvili   | Tamerlan Bashaev Teddy Riner          |
| Paris 2024       | Teddy Riner           | Kim Min-jong        | Temur Rakhimov Alisher Yusupov (en)   |

### Toutes catégories
| Édition                | Or                 | Argent           | Bronze                             |
| ---------------------- | ------------------ | ---------------- | ---------------------------------- |
| Aucune limite de poids |                    |                  |                                    |
| Tokyo 1964             | Anton Geesink      | Akio Kaminaga    | Theodore Boronovskis Klaus Glahn   |
| Munich 1972            | Wim Ruska          | Vitali Kuznetsov | Jean-Claude Brondani Angelo Parisi |
| Montréal 1976          | Haruki Uemura      | Keith Remfry     | Cho Jea-Ki Shota Chochishvili      |
| Moscou 1980            | Dietmar Lorenz     | Angelo Parisi    | Andras Ozsvar Arthur Mapp          |
| Los Angeles 1984       | Yasuhiro Yamashita | Mohamed Rashwan  | Arthur Schnabel Mihai Cioc         |

## Source
- (fr) Base de données du Comité international olympique, site officiel.